# I giovani lupi
I giovani lupi (Les jeunes loups) è un film italo-francese del 1968 diretto da Marcel Carné.
È il terzo film del regista sulla gioventù contemporanea, dopo Peccatori in blue jeans (1958) e Gioventù nuda (1960).

## Produzione
Le riprese si svolsero nel giugno del 1967.

## Distribuzione
La prima del film si svolse il 3 aprile 1968, presso i cinema Balzac, Festival-Opéra, Max-Linder, Miramar, Orly-Publicis.

## Critica
Per il Dizionario Mereghetti, Carné si dimostra incapace di interpretare il conflitto generazionale in corso e ripete meccanicamente modelli prévertiani, rifacendosi alla mitologia del «realismo poetico», riducendo così i personaggi a manichini e i dialoghi a banalità sentenziose.
Altrettanto negativo il giudizio del Dizionario Morandini che definisce il film «patetico, maldestro», «un'insalata russa di ovvietà, vecchi stereotipi, dialoghi sentenziosi, personaggi senza spessore».